# Estação Ferroviária de Campo Pequeno

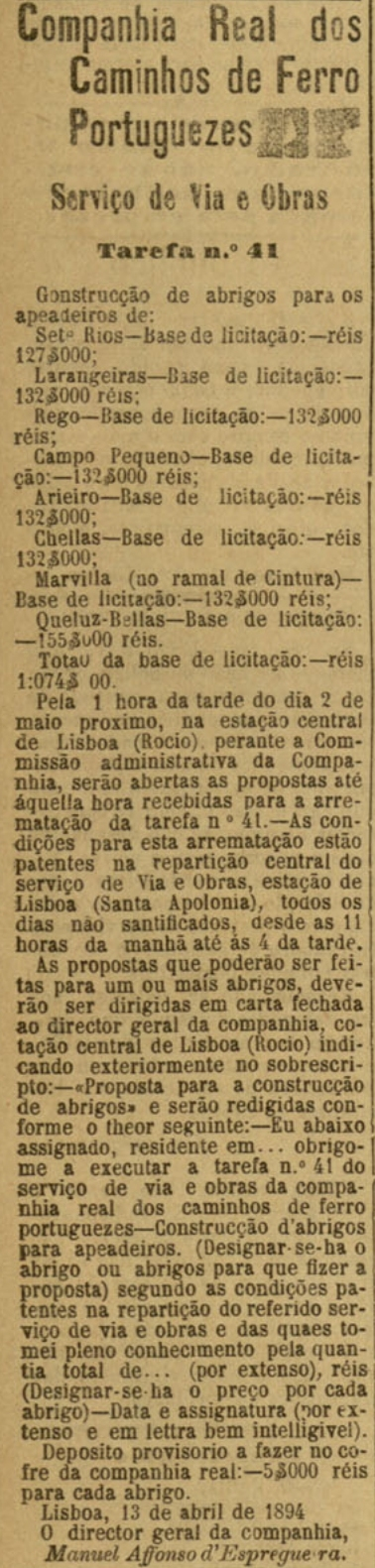
Concurso de 1894 para a construção de abrigos em vários apeadeiros, incluindo no Campo Pequeno.

A Estação Ferroviária de Campo Pequeno foi uma interface da Linha de Cintura, que servia a zona do Campo Pequeno, na cidade de Lisboa, em Portugal.

## História
Esta interface localiza-se no lanço original da Linha de Cintura, entre Benfica e Santa Apolónia, que entrou ao serviço en 20 de Maio de 1888, pela Companhia Real dos Caminhos de Ferro Portugueses.
Há provas da sua existência em funcionamento por volta de 1894 e figura no mapa municipal de 1908, mas não constava já dos horários de 1913.